# Ultimate Fighting Championship (jogo)
Ultimate Fighting Championship é o primeiro Jogo de videogame baseado no Ultimate Fighting Championship, torneio de artes marciais mistas. Primeiramente foi desenvolvido pela Anchor Inc. para o Sega Dreamcast em 29 de agosto de 2000, então pela Opus para o Sony PlayStation em 13 de novembro do mesmo ano e, finalmente, pela Fluid Studios para Game Boy Color em 27 de novembro do mesmo ano. Todas as três versões foram publicadas pela Crave Entertainment.